# Vereeniging van Schilderessen en Beeldhouwsters
De Vereeniging van Schilderessen en Beeldhouwsters groepeerde een aantal kunstenaressen uit het Brusselse in de jaren 80 van de 19de eeuw.
Tot de leden behoorden Euphrosine Beernaert, Alida Stock en Claude Vignon en een aantal kunstenaressen die we enkel bij de familienaam kennen : Aimaly, Aryton, Bourges, Crosnier, Davesnes, De Chatillon, De Keyser en La Vilette.
De stichting moet gebeurd zijn omstreeks 1882 want in februari 1883 organiseerden ze reeds hun tweede groepstentoonstelling in het Industriepaleis in Brussel.
De vereniging lijkt een kort leven te hebben gekend.